# Ossam
Die Ossam (bulgarisch Осъм, historischer Name: Asamus) ist ein Nebenfluss der Donau in Nordbulgarien. Sie ist 314 km lang und entwässert ein Gebiet von 2.820 km².
Die Quelle liegt im Gebiet Trojan – am Nordhang des Gipfels Lewski (Левски) im Balkangebirge (Стара планина) 1.821 m ü. d. M.
Durch den Zusammenfluss von Schwarzem Ossam (Черни Осъм) – der als eigentlicher Quellfluss festgelegt wurde – und Weißem Ossam (Бели Осъм) entsteht der Fluss Ossam.
Die Ossam fließt nahe der Stadt Nikopol in die Donau.

## Städte an der Ossam
- Trojan (Троян)
- Lowetsch (Ловеч)
- Letniza (Летница)
- Lewski (Левски)